# Erzbistum Palmas
Das Erzbistum Palmas (lat.: Archidioecesis Palmensis in Brasilia) ist eine in Brasilien gelegene römisch-katholische Erzdiözese mit Sitz in Palmas im Bundesstaat Tocantins.

## Geschichte
Das Erzbistum Palmas wurde am 27. März 1996 durch Papst Johannes Paul II. mit der Päpstlichen Bulle Maiori spirituali bono aus Gebietsabtretungen des Bistums Miracema do Tocantins und des Bistums Porto Nacional errichtet.

## Erzbischöfe von Palmas
- Alberto Taveira Corrêa, 1996–2009, dann Erzbischof von Belém do Pará
- Pedro Brito Guimarães, seit 2010

## Weblinks

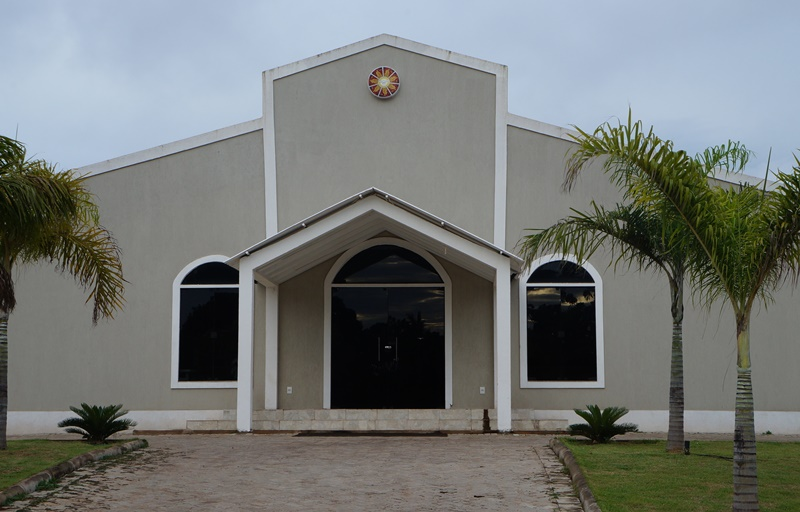
Kathedrale Palmas